# 前522年
| 千纪： | 前1千纪 |
| 世纪： | 前7世纪 \| 前6世纪 \| 前5世纪 |
| 年代： | 前550年代 \| 前540年代 \| 前530年代 \| 前520年代 \| 前510年代 \| 前500年代 \| 前490年代                                                                                                |
| 年份： | 前527年 \| 前526年 \| 前525年 \| 前524年 \| 前523年 \| 前522年 \| 前521年 \| 前520年 \| 前519年 \| 前518年 \| 前517年                                                                  |
| 纪年： | 周景王二十三年 魯昭公二十年 齐景公二十六年 晋顷公四年 秦哀公十五年 宋元公十年 楚平王七年 卫灵公十三年 陈惠公十二年 蔡平侯九年 曹悼公二年 郑定公八年 燕平公二年 吳王僚五年 杞平公十四年 |

## 大事記
- 伍子胥（伍員）與太子建投奔宋國，正逢宋元公和世卿華氏發生內戰，楚國也派兵幫助華氏，伍員和太子建逃到鄭國。太子建因預謀發動政變，被鄭定公殺害，伍員帶著太子建的兒子熊勝繼續出奔吳國。
- 衛國齊豹發動兵變，殺死衛靈公的兄弟公孟絷，靈公逃出，齊豹的黨羽北宮喜反正，殺了齊豹，迎回靈公。
- 子產死後，子太叔繼任鄭國為政。
- 波斯阿契美尼德王朝祭司高墨達趁國王岡比西斯二世遠征埃及，發動政變奪取王位。

## 逝世
- 伍奢，楚莊王重臣伍舉之子，伍尚、伍子胥之父。
- 伍尚，伍奢的兒子，伍子胥的兄長。
- 太子建，楚平王的嫡長子。
- 子產，鄭國為政。
- 岡比西斯二世，波斯阿契美尼德王朝國王，居魯士二世之子。